# Копыл, Вадим Алексеевич
Вади́м Алексе́евич Копы́л — кандидат филологических наук, доцент РГПУ им. Герцена, специалист по португальскому языку и литературе, теории и практике перевода, переводчик.

## Биография
Окончил филологический факультет ЛГУ в 1966 году. В 1967—1975 годах преподавал португальский язык и литературу на кафедре романской филологии Университета. В 1972 году защитил диссертацию по теме «О языке и стиле Фернандо Наморы (лексические средства)». С 1975 года работает в Педагогическом университете им. Герцена. В 1999 году создал Центр португальского языка и культуры им. Камоэнса в Герценовском университете, руководителем которого является по настоящее время.